# يوحنا فيليبس
يوحنا فيليبس (بالإنجليزية: John Phillips)‏ (7 يوليو 1951 في المملكة المتحدة - 31 مارس 2017) هو مدرب كرة قدم ولاعب كرة قدم بريطاني في مركز حراسة المرمى. لعب مع أستون فيلا وتشارلتون أثلتيك وشروزبري تاون وكريستال بالاس.

## وصلات خارجية
- يوحنا فيليبس على موقع قاعدة بيانات كرة القدم.إي يو (الإنجليزية)
- يوحنا فيليبس على موقع ناشيونال فوتبول تيمز (الإنجليزية)
- يوحنا فيليبس على موقع عالم كرة القدم.نت (الإنجليزية)